# Louise Hay
Format:New Thought
Louise Lynn Hay (n. 8 octombrie 1926, Los Angeles, California, SUA – d. 30 august 2017, San Diego, California, SUA) a fost autoare motivațională americană și fondatoarea Hay House. Ea a fost autoarea mai multor cărți de autoajutorare New Thought, inclusiv cartea You Can Heal Your Life (1984).

## Viața timpurie și cariera
Născută Helen Vera Lunney în Los Angeles din părinții Henry John Lunney (1901–1998) și Veronica Chwala (1894–1985), Hay și-a povestit povestea vieții într-un interviu cu Mark Oppenheimer de la The New York Times în mai 2008.
În acest interviu, Hay a povestit că s-a născut în Los Angeles dintr-o mamă săracă care s-a recăsătorit cu tatăl vitreg violent al lui Louise, Ernest Carl Wanzenreid (1903–1992), care a abuzat-o fizic pe ea și pe mama ei. Când avea vreo 5 ani, a fost violată de un vecin. La 15 ani, a renunțat la liceul din Los Angeles fără diplomă, a rămas însărcinată și, la cea de-a 16-a aniversare, a renunțat la fetița ei nou-născută dând-o spre adopție.
S-a mutat apoi la Chicago, unde a lucrat în locuri de muncă prost plătite. În 1950, s-a mutat din nou, la New York. În acest moment și-a schimbat prenumele și a început o carieră ca model. A atins succesul, lucrând pentru Bill Blass, Oleg Cassini și Pauline Trigère. În 1954, s-a căsătorit cu omul de afaceri englez Andrew Hay (1928–2001); după 14 ani de căsnicie, ea s-a simțit devastată când el a părăsit-o pentru o altă femeie, Sharman Douglas (1928–1996). Hay a spus că în această perioadă a găsit Prima Biserică Scientologică pe strada 48, care a învățat-o puterea transformatoare a gândirii. Hay a dezvăluit că aici a studiat lucrarea New Thought a autoarei Florence Scovel Shinn, care credea că gândirea pozitivă ar putea schimba circumstanțele materiale ale oamenilor și fondatorul Științei Religioase Ernest Holmes, care a afirmat că gândirea pozitivă poate vindeca corpul.
După relatarea lui Hay, la începutul anilor 1970 ea a devenit practicantă a științei religioase. În acest rol, ea a condus oamenii în afirmații vorbite, despre care credea că le vor vindeca bolile și a devenit populară ca lider spiritual. Ea și-a amintit, de asemenea, cum a studiat meditația transcendentală cu Maharishi Mahesh Yoghin la Universitatea Internațională Maharishi din Fairfield, Iowa.
Hay a descris cum în 1977 sau 1978 a fost diagnosticată cu cancer de col uterin „incurabil” și cum a ajuns la concluzia că, păstrându-și resentimentele pentru abuzul și violul din copilărie, a contribuit la debutul acestuia. Ea a relatat cum a refuzat tratamentul medical convențional și a început un regim de iertare, cuplat cu terapie, nutriție, reflexoterapie și clisme de col ocazionale. Ea a susținut în interviu că a scăpat de cancer prin această metodă.
În 1976, Hay a scris și publicat prima ei carte, Heal Your Body (Vindecă-ți corpul), care a început ca un mic pamflet care conține o listă de diferite afecțiuni corporale și cauzele metafizice „probabile” ale acestora. Acest pamflet a fost mai târziu extins și extins în cartea ei You Can Heal Your Life (Poți să-ți vindeci viața), publicată în 1984. În februarie 2008, a fost al patrulea pe lista celor mai bine vândute cărți motivaționale din New York Times.
Cam în același timp, ea a început să conducă grupuri de sprijin pentru persoanele care trăiesc cu HIV/SIDA, pe care le-a numit „Hay Rides”. Acestea au crescut de la câțiva oameni în camera ei de zi la sute de bărbați într-o sală mare din West Hollywood, California. Munca ei cu pacienții cu SIDA i-a adus faima și a fost invitată să apară la The Oprah Winfrey Show și The Phil Donahue Show în aceeași săptămână, în martie 1988. După aceasta, You Can Heal Your Life a ajuns imediat în topul New York Times al celor mai bine vândute cărți. Peste 50 de milioane de copii vândute în întreaga lume în peste 30 de limbi și, de asemenea, a fost transformat într-un film You Can Heal Your Life care este, de asemenea, inclus în topul 50 Self-Help Classics a publicațiilor semnificative din domeniul său. Este adesea descris ca o parte a mișcării New Age.
Hay a scris, la pagina 225 a cărții ei (tipărire din decembrie 2008), că „... a vândut mai mult de treizeci și cinci de milioane de exemplare”. S-a anunțat în 2011 că You Can Heal your Life a atins 40 de milioane de vânzări.
Hay a murit în somn în dimineața zilei de 30 august 2017, la vârsta de 90 de ani.
În 1984, Hay a înființat editura Hay House. În 1988, Reid Tracy s-a alăturat companiei ca contabil și va deveni în cele din urmă CEO-ul acesteia. Afacerea a înflorit și a atras diverși scriitori. La data de 2015 Hay House este principalul editor de cărți și cărți audio a peste 130 de autori, inclusiv Deepak Chopra, precum și multe cărți de Wayne Dyer. Hay House publică, de asemenea, învățăturile lui „Abraham”, așa cum sunt transmise de Esther Hicks.
Pe lângă conducerea companiei ei de editură, Hay a condus o organizație caritabilă numită Hay Foundation, pe care a fondat-o în 1985. Misiunea sa este de a construi un viitor și de a sprijini organizațiile care îmbunătățesc calitatea vieții pentru oameni, animale și mediul nostru.
În 2008, a fost lansat un film despre viața lui Louise Hay, intitulat You Can Heal Your Life. În cuvintele lui Hay pe site-ul web oficial al filmului: „Acest film este povestea vieții mele, a învățăturilor mele și a modului în care am aplicat principiile învățăturilor mele în propria mea viață”. Filmul prezintă, de asemenea, vorbitori și autori notabili în domeniul dezvoltării personale, inclusiv Gregg Braden, Wayne Dyer, Gay Hendricks, Esther și Jerry Hicks și Doreen Virtue ; a fost regizat de regizorul câștigător al premiului Emmy Michael A. Goorjian. În același an, Louise Hay a câștigat un premiu Minerva la The Women's Conference.
În septembrie 2011, Hay și Cheryl Richardson și-au lansat cartea You Can Create An Exceptional Life.

## Idei și învățături
Cele mai cunoscute două cărți ale lui Hay, Heal Your Body: The Mental Causes for Physical Illness și Metaphysical Way to Overcome Them and You Can Heal Your Life, asociază în mod direct problemele fizice, cum ar fi cancerul, cu modele emoționale negative specifice și afirmă că vindecarea componentelor emoționale va vindeca, de asemenea, condițiile fizice. Hay a scris în You Can Heal Your Life că gândurile – nu doar comportamentul sexual – ar putea ajuta la provocarea SIDA:
„Boala venerică, este aproape întotdeauna vinovăție sexuală. Vine dintr-un sentiment, adesea subconștient, că nu este corect să ne exprimăm sexual. Un purtător de boală venerică poate avea mulți parteneri, dar numai cei al căror sistem imunitar mental și fizic este slab vor fi susceptibili la aceasta.

Întrebat dacă, din moment ce gândurile oamenilor sunt responsabile pentru condițiile lor, victimele genocidului sunt vinovate pentru propriile morți, Hay a spus: „Da, cred că există o mulțime de lucruri karmice care se întâmplă, viețile trecute”. Ea a admis posibilitatea ca victimele Holocaustului să fi meritat ceea ce au primit din cauza comportamentului lor în viețile anterioare.

## Lucrări
- Poți să-ți vindeci viața. Hay House Inc., 1984. ISBN: 0-937611-01-8
- Vindecă-ți corpul: cauzele mentale ale bolilor fizice și modul metafizic de a le depăși. Hay House Inc., 1984. ISBN: 0-937611-35-2
- Cartea SIDA: Crearea unei abordări pozitive. Hay House Inc., 1988 ISBN: 0-937611-32-8
- O grădină a gândurilor: Jurnalul meu de afirmații. Hay House Inc., 1989 ISBN: 978-0937611678
- Iubește-te pe tine însuți, vindecă-ți Viața Caiet de lucru. Hay House Inc., 1990
- Puterea este în tine. Hay House Inc., 1991
- Gânduri inimii. Hay House Inc., 1992ISBN: 978-1-4019-3720-1
- Gânduri iubitoare pentru creșterea prosperității. Hay House Inc., 1993
- Recunoștință: un mod de viață. Hay House Inc., 1996
- Viață! Reflecții despre călătoria ta. Hay House Inc., 1996 ISBN: 978-1561700929
- Trăind dragostea perfectă: ritualuri de împuternicire pentru femei. Humantics MultiMedia Publishers, 1996 ISBN: 978-0-9652851-0-0
- Vindecă-ți corpul A–Z: Cauzele mentale ale bolilor fizice și modul de a le depăși. Hay House Inc. 1998 ISBN: 978-1561707928
- 101 Căi către sănătate și vindecare. Hay House Inc., 1998 ISBN: 978-1-56170-496-5
- 978-1-4019-3502-3
- 978-1-4019-4284-7
- 978-1-4019-4387-5 (cu David Kessler)
- 978-1-4019-4614-2
- Eu cred, sunt!: Învățarea copiilor puterea afirmațiilor[23]
- Lucru în oglindă